# Логіка першого порядку
Логіка першого порядку (числення предикатів) — це формальна система в математичній логіці, в якій допускаються висловлення відносно змінних, фіксованих функцій, і предикатів. Є розширенням логіки висловлювань. В свою чергу є частковим випадком логіки вищого порядку.

## Визначення
Мови логіки першого порядку будуються на основі сигнатури, що складається із множини функціональних символів {\displaystyle {\mathcal {F}}} і множини предикатних символів {\displaystyle {\mathcal {P}}}. З кожним функціональним і предикатним символом пов'язана арність (число агрументів). Крім того використовуються додаткові символи:
- Символи змінних, зазвичай {\displaystyle \ x,y,z,x_{1},y_{1},z_{1},x_{2},y_{2},z_{2},} і т. д.,
- Пропозиційні зв'язки: {\displaystyle \lor ,\land ,\neg ,\to },
- Квантори: загальності {\displaystyle \forall } та існування {\displaystyle \exists },
- Службові символи: дужки і кома.

Перелічені символи разом із символами з {\displaystyle {\mathcal {P}}} і {\displaystyle {\mathcal {F}}} утворюють Алфавіт логіки першого порядку. Складніші конструкції визначаються індуктивно:
- Терм — це символ змінної, або має вид {\displaystyle \ f(t_{1},\ldots ,t_{n})}, де {\displaystyle \ f} — функціональний символ арності {\displaystyle \ n}, а {\displaystyle \ t_{1},\ldots ,t_{n}} — терми.
- Атом — має вид {\displaystyle \ p(t_{1},\ldots ,t_{n})}, де {\displaystyle p} — предикатний символ арності {\displaystyle \ n}, а {\displaystyle \ t_{1},\ldots ,t_{n}} — атоми.
- Формула — це або атом, або одна з наступних конструкцій: {\displaystyle \neg F,(F_{1}\lor F_{2}),(F_{1}\land F_{2}),(F_{1}\to F_{2}),\forall xF,\exists xF}, де {\displaystyle \ F,F_{1},F_{2}} — формули, а {\displaystyle \ x} — змінна.

Змінна {\displaystyle \ x} називається зв'язаною в формулі {\displaystyle \ F}, якщо {\displaystyle \ F} має вид {\displaystyle \forall xG} або {\displaystyle \exists xG}, або може бути представлена в одній з форм {\displaystyle \neg H,(F_{1}\lor F_{2}),(F_{1}\land F_{2}),(F_{1}\to F_{2})}, причому {\displaystyle \ x} вже зв'язана в {\displaystyle H}, {\displaystyle F_{1}} і {\displaystyle F_{2}}.
Якщо {\displaystyle \ x} не зв'язана в {\displaystyle \ F}, її називають незв'язаною в {\displaystyle \ F}. Формулу без незв'язаних змінних називають замкнутою формулою. Теорією першого порядку називають довільну множину замкнутих формул.

## Аксіоматика
Наступна система логічних аксіом логіки першого порядку містить усі аксіоми числення висловлень (у наведеному випадку — аксіоми Лукашевича) та дві додаткові аксіоми:
1. {\displaystyle (A\to (B\to A))}
2. {\displaystyle ((A\to (B\to C))\to ((A\to B)\to (A\to C)))}
3. {\displaystyle ((\neg A\to \neg B)\to (B\to A))}
4. {\displaystyle \forall xA\to A[t/x]},
5. {\displaystyle \forall x(A\to B)\to (A\to \forall xB)}, якщо {\displaystyle x\;} не присутній в {\displaystyle A\;} в незвязаному стані

У четвертій аксіомі {\displaystyle A[t/x]\;} — формула, одержана внаслідок підстановки терма {\displaystyle t\;} замість змінної {\displaystyle x} в формулі {\displaystyle A\;}. Підстановка деякого терма замість змінної можлива не в усіх випадках. Умови існування такої підстановки та її результат можна визначити індуктивно.
- Якщо {\displaystyle A} — атомарна формула, то терм {\displaystyle t\;} може замінити довільну змінну {\displaystyle x\;} цієї формули. Результат позначається {\displaystyle A[t/x]\;}.
- Якщо {\displaystyle A\;} має вигляд {\displaystyle \lnot B} тоді підстановка {\displaystyle t\;} замість {\displaystyle x\;} можлива лише тоді, коли така підстановка можлива для формули {\displaystyle B\;} і {\displaystyle A[t/x]\;} тоді дорівнює {\displaystyle \lnot B[t/x].}
- Якщо {\displaystyle A} має вигляд {\displaystyle B\to C}, тоді підстановка {\displaystyle t\;} замість {\displaystyle x\;} можлива лише тоді, коли така підстановка можлива для формул {\displaystyle B\;} і {\displaystyle C.\;} {\displaystyle A[t/x]\;} тоді рівна {\displaystyle B[t/x]\to C[t/x].}
- Якщо {\displaystyle A\;} має вигляд {\displaystyle \forall yB}, тоді підстановка {\displaystyle t\;} замість {\displaystyle x\;} можлива у двох випадках:
  - Змінна {\displaystyle x\;} зустрічається у формулі {\displaystyle B\;} лише у зв'язаному стані.
  - змінна {\displaystyle y\;} не зустрічається у термі {\displaystyle t\;} і підстановка {\displaystyle t\;} замість {\displaystyle x\;} можлива у формулі {\displaystyle B.\;} Тоді результат визначається наступним чином:
  - Якщо {\displaystyle x\;} дорівнює {\displaystyle y}, то {\displaystyle A[t/x]\;} дорівнює {\displaystyle \forall yB}
  - Якщо {\displaystyle x\;} не дорівнює {\displaystyle y\;}, то {\displaystyle A[t/x]\;} дорівнює {\displaystyle \forall yB[t/x]}

Окрім того є два правила виводу:
- Modus ponens:
{\displaystyle {\frac {A,A\to B}{B}}}
- Правило узагальнення (GEN):
{\displaystyle {\frac {A}{\forall xA}}}

Ці аксіоми і правила виводу є схемами і {\displaystyle A,B,C} можна заміняти довільними формулами.
В цій аксіоматиці використовуються лише дві пропозиційні зв'язки: {\displaystyle \neg ,\to } і квантор загальності {\displaystyle \forall }. Інші пропозиційні зв'язки і квантор існування можна визначити наступним чином:
- {\displaystyle (A\lor B)} позначає {\displaystyle (\lnot (A\to (\lnot B)))}
- {\displaystyle (A\land B)} позначає {\displaystyle ((\lnot A)\to B)}
- {\displaystyle (\exists xA)} позначає {\displaystyle (\lnot \forall x(\lnot A))}

Усі наведені вище аксіоми називаються логічними. Якщо не існує інших аксіом, то таку формальну систему називають численням предикатів першого порядку. Числення предикатів першого порядку є прикладом теорії першого порядку. Усі теорії першого порядку визначаються подібно до числення предикатів першого порядку, однак вони мають додаткові аксіоми, які ще називають власними аксіомами теорії.

### Виведення формул і теорем
Нехай {\displaystyle \Sigma \;} деяка множина формул мови першого порядку, а {\displaystyle A\;} — деяка задана формула. Тоді кажуть, що формула {\displaystyle A\;} виводиться з множини формул {\displaystyle \Sigma \;} (позначається {\displaystyle \Sigma \vdash A}), якщо існує така скінченна послідовність формул {\displaystyle A_{1},A_{2}\ldots A_{n}=A}, де для кожної формули {\displaystyle A_{i}\;}:
1. {\displaystyle A_{i}} є аксіомою, або
2. {\displaystyle A_{i}} належить множині {\displaystyle \Sigma \;} або
3. {\displaystyle A_{i}} виводиться з попередніх формул послідовності за допомогою котрогось із правил виводу.

Якщо при цьому множина {\displaystyle \Sigma \;} — порожня (формула {\displaystyle A} виводиться лише за допомогою аксіом і правил виводу), то формула {\displaystyle A} називається теоремою (для цього використовується позначення {\displaystyle \vdash A}).
Множина {\displaystyle \Sigma \;} формул називається несуперечливою, якщо для довільної формули {\displaystyle A\;} не виконується одночасно {\displaystyle \Sigma \vdash A} і {\displaystyle \Sigma \vdash \lnot A}.

### Приклад виведення
Доведемо, що {\displaystyle A,(\forall xA\to B)\vdash \forall xB}
| Приклад виводу | Приклад виводу                  | Приклад виводу            |
| Номер          | Формула                         | Спосіб одержання          |
| -------------- | ------------------------------- | ------------------------- |
| 1              | {\displaystyle A}               | Гіпотеза                  |
| 2              | {\displaystyle \forall xA}      | Правило узагальнення і 1  |
| 3              | {\displaystyle \forall xA\to B} | Гіпотеза                  |
| 4              | {\displaystyle B}               | 2, 3 і modus ponens       |
| 5              | {\displaystyle \forall xB}      | Правило узагальнення і 4. |

## Приклади теорій першого порядку

### Теорія груп
У цьому випадку маємо один функціональний символ арності 0 (позначимо його {\displaystyle e}), один функціональний символ арності 2 (позначимо його {\displaystyle \circ }) і один предикатний символ арності 2 (позначимо його {\displaystyle =}). Також писатимемо {\displaystyle x=y} і {\displaystyle x\circ y} замість {\displaystyle =(x,y)} і {\displaystyle \circ (x,y)}.
Власні формули теорії:
1. {\displaystyle \forall x\forall y\forall z(x\circ (y\circ z))=((x\circ y)\circ z)} (властивість асоціативності)
2. {\displaystyle \forall x(e\circ x=x)} (властивість нейтрального елемента)
3. {\displaystyle \forall x\exists y(x\circ y=e)} (існування оберненого елемента)
4. {\displaystyle \forall x(x=x)} (рефлексивність рівності)
5. {\displaystyle \forall x\forall y(x=y\to y=x)} (симетричність рівності)
6. {\displaystyle \forall x\forall y\forall z(x=y\to (y=z\to x=z))} (транзитивність рівності)
7. {\displaystyle \forall x\forall y\forall z(x=y\to (z\circ x=z\circ y\land x\circ z=y\circ z))} (підстановка рівності)

### Теоріяабелевих груп
Використовуються усі позначення і аксіоми попереднього пункту, а також додаткова аксіома комутативності:
{\displaystyle \forall x\forall y(x\circ y=y\circ x)}

## Семантика
У класичній логіці інтерпретація формул логіки першого порядку задається на моделі першого порядку, яка визначається такими даними:
- Базова множина[en] {\displaystyle {\mathcal {D}}},
- Семантична функція {\displaystyle \sigma }, що відображає
  - кожен {\displaystyle n}-арний функціональний символ {\displaystyle f} із {\displaystyle {\mathcal {F}}} в {\displaystyle n}-арну функцію {\displaystyle \sigma (f):{\mathcal {D}}\times \ldots \times {\mathcal {D}}\rightarrow {\mathcal {D}}},
  - кожен {\displaystyle n}-арний предикатний символ {\displaystyle p} із {\displaystyle {\mathcal {P}}} в {\displaystyle n}-арне відношення {\displaystyle \sigma (p)\subseteq {\mathcal {D}}\times \ldots \times {\mathcal {D}}}.

Припустимо {\displaystyle s} — функція, що відображає кожну змінну в деякий елемент із {\displaystyle {\mathcal {D}}}, яку і називатимемо підстановкою. Інтерпретація {\displaystyle [\![t]\!]_{s}} терму {\displaystyle t} на{\displaystyle {\mathcal {D}}} відносно підстановки {\displaystyle s} задається індуктивно:
- {\displaystyle [\![x]\!]_{s}=s(x)}, якщо {\displaystyle x} — змінна,
- {\displaystyle [\![f(x_{1},\ldots ,x_{n})]\!]_{s}=\sigma (f)([\![x_{1}]\!]_{s},\ldots ,[\![x_{n}]\!]_{s})}

Подібним чином визначається істинність {\displaystyle \models _{s}} формул на {\displaystyle {\mathcal {D}}} відносно {\displaystyle s}
- {\displaystyle {\mathcal {D}}\models _{s}p(t_{1},\ldots ,t_{n})}, тоді і тільки тоді коли {\displaystyle \sigma (p)([\![x_{1}]\!]_{s},\ldots ,[\![x_{n}]\!]_{s})},
- {\displaystyle {\mathcal {D}}\models _{s}\neg \phi }, тоді і тільки тоді коли {\displaystyle {\mathcal {D}}\models _{s}\phi } — хибно,
- {\displaystyle {\mathcal {D}}\models _{s}\phi \land \psi }, тоді і тільки тоді коли {\displaystyle {\mathcal {D}}\models _{s}\phi } і {\displaystyle {\mathcal {D}}\models _{s}\psi } істинні,'
- {\displaystyle {\mathcal {D}}\models _{s}\phi \lor \psi }, тоді і тільки тоді коли {\displaystyle {\mathcal {D}}\models _{s}\phi } або {\displaystyle {\mathcal {D}}\models _{s}\psi } істинно,
- {\displaystyle {\mathcal {D}}\models _{s}\phi \to \psi }, тоді і тільки тоді коли з {\displaystyle {\mathcal {D}}\models _{s}\phi } випливає {\displaystyle {\mathcal {D}}\models _{s}\psi },
- {\displaystyle {\mathcal {D}}\models _{s}\exists x\,\phi }, тоді і тільки тоді коли {\displaystyle {\mathcal {D}}\models _{s'}\phi } для деякої підстановки {\displaystyle s'}, яка відрізняється від {\displaystyle s} тільки на змінній {\displaystyle x},
- {\displaystyle {\mathcal {D}}\models _{s}\forall x\,\phi }, тоді і тільки тоді коли {\displaystyle {\mathcal {D}}\models _{s'}\phi } для всіх підстановок {\displaystyle s'}, які відрізняються від {\displaystyle s} тільки на змінній {\displaystyle x}.

Формула {\displaystyle \phi }, істинна на {\displaystyle {\mathcal {D}}}, що позначається {\displaystyle {\mathcal {D}}\models \phi }, якщо {\displaystyle {\mathcal {D}}\models _{s}\phi }, для всіх підстановок {\displaystyle s}. Формула {\displaystyle \phi } називається загальнозначимою, (позначається {\displaystyle \models \phi }), якщо {\displaystyle {\mathcal {D}}\models \phi } для всіх моделей {\displaystyle {\mathcal {D}}}. Формула {\displaystyle \phi } називається виконуваною , якщо {\displaystyle {\mathcal {D}}\models \phi } хоча б для однієї {\displaystyle {\mathcal {D}}}.

## Властивості

### Коректність і повнота
Наведена вище система аксіом і правил виводу є коректною, тобто для будь-якої множини формул {\displaystyle \Sigma \;} із {\displaystyle \Sigma \vdash A} випливає {\displaystyle \Sigma \vDash A}. Також дана система є повною: із {\displaystyle \Sigma \vDash A} випливає {\displaystyle \Sigma \vdash A}. Зокрема, з цих тверджень випливає, що для числення предикатів першого порядку загальнозначимі формули збігаються із теоремами формальної системи. Також у будь-якій теорії першого порядку всі виведені у ній формули збігаються з формулами, істинними в усіх моделях цієї теорії.

### Компактність
Деяка множина формул є виконуваною тоді і тільки тоді, коли виконуваними є всі її скінченні підмножини.

### Нерозв'язність
На відміну від логіки висловлень логіка першого порядку є нерозв'язною у разі наявності принаймні одного предиката арності не менше 2 (за винятком рівності), тобто немає ефективного методу визначення «існує чи не існує виведення деякої формули?» у певній теорії першого порядку.